# Kevin Gallacher
Kevin William Gallacher (Clydebank, 23 novembre 1966) è un ex calciatore scozzese, di ruolo attaccante.

## Carriera

### Club
Gallacher ha iniziato la carriera con il Dundee Utd, dove ha trascorso sette anni di successo, sotto la guida di Jim McLean. È apparso anche nella finale di Coppa UEFA 1986-1987, in cui il Dundee United è stato sconfitto dal IFK Göteborg. Nel 1988, ha segnato una rete nella finale di Scottish Cup, in cui la squadra di Gallacher è stata sconfitta dal Celtic per due a uno. Nel 2014 è stato inserito nella hall of fame degli Arabs. 
Nel 1990 è passato al Coventry City, dove è stato uno dei calciatori più acclamati dai tifosi per tre anni.
A marzo 1993 è passato ai Blackburn, dove si è confermato come uno degli idoli della tifoseria. Sfortunatamente, si è rotto per due volte la gamba (la seconda volta alla prima partita dopo il rientro dal precedente infortunio) ed ha potuto giocare soltanto una partita nel campionato 1994-1995, quando il Blackburn ha vinto il titolo. L'unica partita giocata è stata contro il Crystal Palace, dove ha segnato una rete fondamentale nella vittoria per due a uno.
Dopo la retrocessione del Blackburn, si è trasferito al Newcastle Utd ed è diventato, così, il primo acquisto di Bobby Robson. Prima di ritirarsi dal calcio, ha vestito le maglie di Preston N.E., Sheffield Weds e Huddersfield Town, prima di concludere la sua carriera nel 2002, carriera che lo ha visto segnare centosei reti in quattrocentotrenta partite, tra Scozia e Inghilterra.

### Nazionale
Gallacher ha giocato la prima partita per la Scozia nel 1987, in una sfida contro la Colombia. In totale, è stato impiegato in cinquantatré partite per la Nazionale scozzese, con nove reti. Ha rappresentato la sua selezione durante il campionato d'Europa 1992, il campionato d'Europa 1996 e il campionato del mondo 1998.

## Dopo il ritiro
Dopo aver lasciato il calcio, è diventato un opinionista per una TV scozzese e per la BBC. Nel suo libro Tartan Turmoil: The Fall & Rise of Scottish Football, ha criticato duramente il calcio scozzese.

## Palmarès

### Club

#### Competizioni nazionali
- Campionato inglese: 1

Blackburn: 1994-1995